# Gerde, Baranya
Gerde este un sat în districtul Szentlőrinc, județul Baranya, Ungaria, având o populație de 592 de locuitori (2011). 

## Demografie
Componența etnică a satului Gerde
     Maghiari (90,38%)
     Romi (7,69%)
     Germani (1,15%)
     Necunoscut (0,77%)
     Alții (0,77%)
Componența confesională a satului Gerde
     Romano-catolici (57,6%)
     Fără religie (14,19%)
     Reformați (2,2%)
     Necunoscută (25,51%)
     Mozaici (0,51%)
Conform recensământului din 2011, satul Gerde avea 592 de locuitori. Din punct de vedere etnic, majoritatea locuitorilor (90,38%) erau maghiari, existând și minorități de romi (7,69%) și germani (1,15%). Apartenența etnică nu este cunoscută în cazul a 0,77% din locuitori.  Din punct de vedere confesional, majoritatea locuitorilor (57,6%) erau romano-catolici, existând și minorități de persoane fără religie (14,19%) și reformați (2,2%). Pentru 25,51% din locuitori nu este cunoscută apartenența confesională.